# 大蓮寺 (倉吉市)

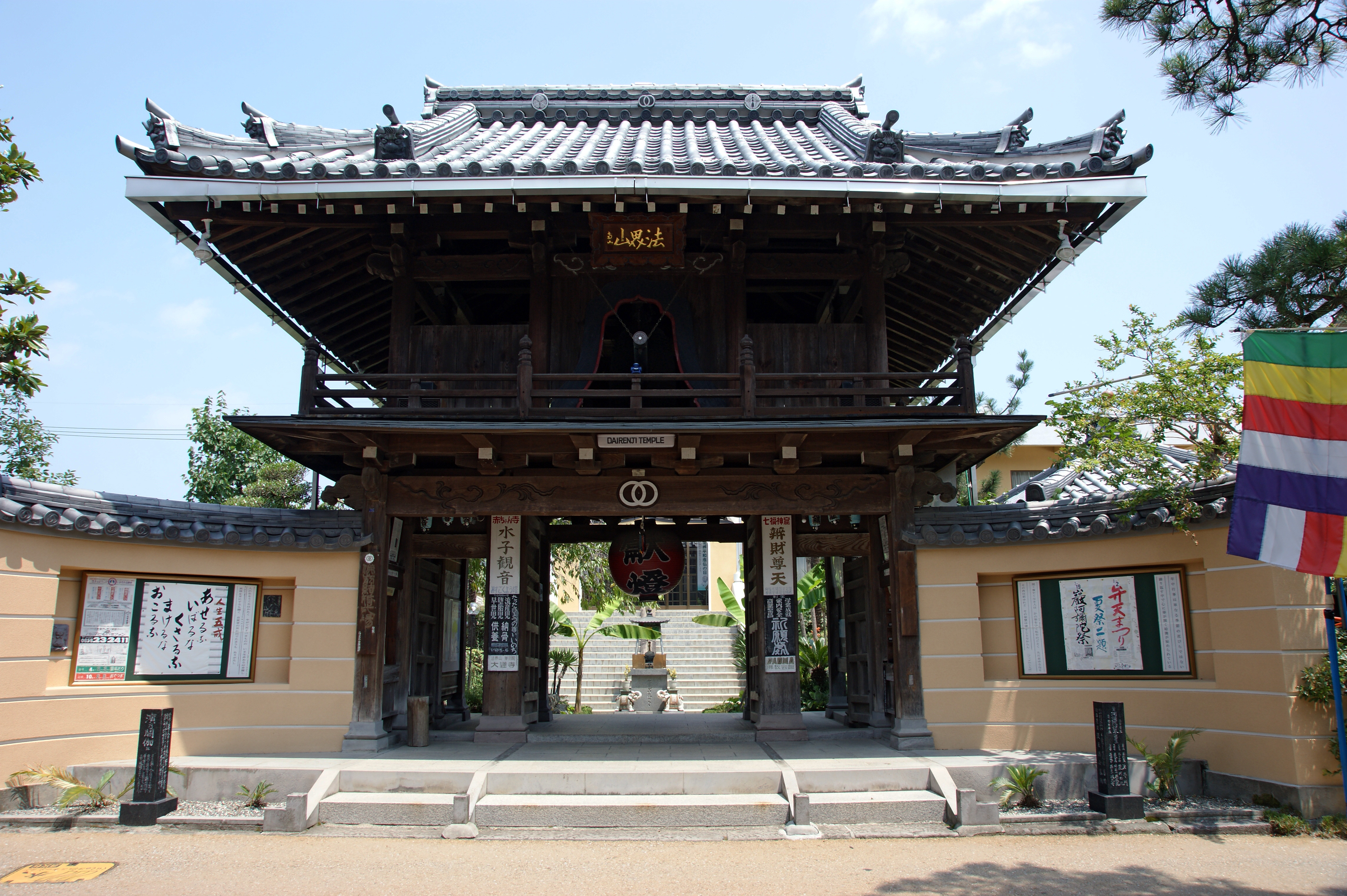
山門

大蓮寺（だいれんじ）は鳥取県倉吉市の打吹玉川地区にある浄土宗の仏教寺院。豪商淀屋清兵衛歴代の墓や武将脇屋義助所縁の寺として知られる。　　

## 概要
養老年間（717年～723年）に打吹山東隣の華到山麓の法界門に創建された大蓮寺が起源と伝わる。
天正年間（1573年～1592年）に善蓮社然誉上人文翁が近郊の3寺を統合し、自らを開山として玉川沿いの現在地に伽藍を建立した。
近代以降は倉吉の文教に関わり、戦前は成徳小学校や倉吉西高等学校の教室として使われたこともある。
江戸時代建築の先代の本堂は昭和17年（1942年）に解体され、昭和30年（1955年）に現在の鉄筋コンクリート造のモダンな本堂が再建された。

## 境内
- 赤蓮華僧伽藍
  - 本堂
- 法界門
- 弁財天堂
- 淀屋清兵衛墓所
- 脇屋義助墓所

## 交通アクセス
- 山陰本線 倉吉駅から日本交通・日ノ丸バス市内線西倉吉方面行きで12分、「赤瓦・白壁土蔵（明治町）」下車、徒歩3分

## 周辺
- 打吹玉川（重要伝統的建造物群保存地区）
- 打吹公園
- 打吹山